# بردية كاهون

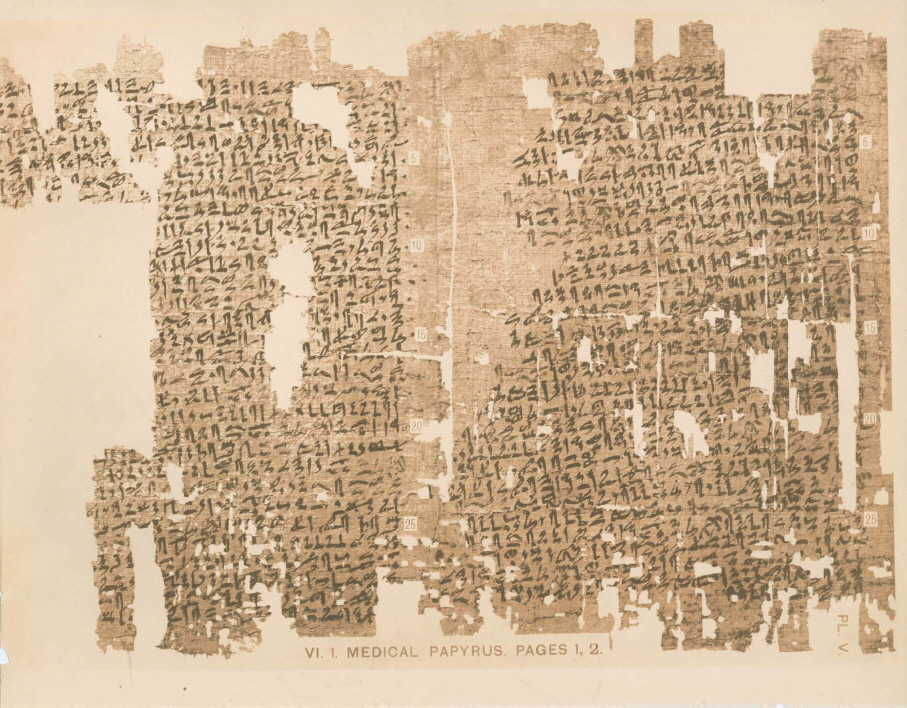

بردية كاهون يرجع تاريخها الي 1900 قبل الميلاد وتحتوي علي 35 وصفة طبية لامراض النساء والولادة وهي محفوظة بمتحف المتروبوليتان في نيويورك.